# Ананьино (Ивняковское сельское поселение)
Ананьино — деревня Бекреневского сельского округа Ивняковского сельского поселения Ярославского района Ярославской области.

## География
Группа из четырёх деревень (Поповка, Ананьино, Курилово, Бовыкино) расположена в окружении полей. С запада и с востока проходят железнодорожные пути.

## История
В 1749 году входила в приход Троицкой Церкви Норской слободы состоящий из 25 селений: Норская слобода при р. Волге и нижней Норе‚ Ходушкино при ручье‚ Анцыферово, Першино и Бекренево (при прудах), Курилово, Ананьино при р. Макорове, Чурилково при р. Панихе, Ломки при ручье Федлевском, Пашуково, Ильино‚ Залесье (при прудах), Губцово, Лыково‚ Олтумышево (при прудах), Скобыкино при р. Волге, Брагино‚ Давыдово при р. Лошкине, Кутилово при пруде.
Согласно Спискам населенных мест Ярославской губернии по сведениям 1859 года владельческая деревня Ананьино, расположенная между большими торговыми трактами в городе Суздаль и селе Осенево, относилось к 1 стану Ярославского уезда Ярославской губернии. В ней числилось 48 дворов, проживало 126 мужчин и 148 женщин.
Просуществовав до 1917 г. губернские межевые учреждения были упразднены с установлением Советской власти. В результате этого деревня вошла в состав Бекреневского сельского Совета.
Решением Ярославского облисполкома от 29.05.61 Бекреневский сельский Совет был объединён с Дорожаевским Советом в один Бекреневский с центром в деревне Зяблицы.
Постановлением Главы Администрации Ярославской области от 16.12.91 прекращена деятельность исполкома Бекреневского Совета. Функции исполкома перешли к главе администрации Бекреневского Совета.
В 2002 году деревня вошла в Бекреневский сельский округ.
В 2006 году деревня вошла в состав Ивняковского сельского поселения образованного в результате слияния Ивняковского и Бекреневского сельсоветов.

## Население
| 2007 | 2010 |
| ---- | ---- |
| 3    | ↘2   |

### Историческая численность населения
По состоянию на 1989 год в деревне проживало 23 человека.

### Национальный и гендерный состав
Согласно результатам переписи 2002 года, в национальной структуре населения русские составляли 100 % из 5 чел., из них 3 мужчины, 2 женщины.
Согласно результатам переписи 2010 года население составляют 1 мужчина и 1 женщина.

## Инфраструктура
Основа экономики — личное подсобное хозяйство. Большинство домов используется жителями для постоянного проживания и проживания в летний период. Вода добывается жителями из личных колодцев. Таксофон (около дома №11). Действуют крестьянские хозяйства «Николкино» Тараканова Владимира Алексеевича, «Дружба», «Алёна», «Рассвет».
Почтовое отделение №150506, расположенное в деревне Бекренево, на март 2022 года обслуживает в деревне 33 дома.

## Транспорт
Ананьино расположено в 4 км от автодороги Р-132 «Золотое кольцо». До деревни идёт грунтовая дорога.